# Jameis Winston
Jameis L. Winston (nacido el 6 de enero de 1994) es un jugador profesional de fútbol americano estadounidense que juega en la posición de quarterback y actualmente milita en los Cleveland Browns de la National Football League (NFL).

## Biografía
Winston asistió a Hueytown High School, donde practicó fútbol americano y béisbol. Fue considerado el mejor quarterback-corredor por Rivals.com, y el mejor (en todos los aspectos) por ESPN.
Tras su paso por el instituto, Winston se graduó en Florida State, donde jugó para los Seminoles. Allí acabó su carrera con 562 pases completos de 851 intentos, para 7,964 yardas y 65 touchdowns con 28 intercepciones. También logró 258 yardas de carrera en 134 intentos, para 7 touchdowns.

## Carrera

### Béisbol

#### Texas Rangers
Winston fue seleccionado por los Texas Rangers en la decimoquinta ronda del draft de 2012.

### Fútbol americano

#### Tampa Bay Buccaneers
Winston fue seleccionado por los Tampa Bay Buccaneers en la primera ronda (puesto 1) del draft de 2015. El 1 de mayo de 2015, Winston firmó un contrato de cuatro años por $23.35 millones, con $16.7 millones de bonus por firmar.

## Controversias

### Asalto de agresión sexual
En 2012 fue acusado de asaltar sexualmente a Erica Kinsman (que se identificó públicamente), una compañera de la Universidad Estatal de Florida. La denuncia fue investigada inicialmente por la policía y se clasificó como abierta/inactiva en febrero de 2013, sin que se presentaran cargos. El informe de la policía, que contiene la declaración original de la demandante, ha sido publicada por el Departamento de Policía de Tallahassee. La policía de Tallahassee declaró que la denuncia fue clasificada inactiva "cuando la víctima del caso interrumpió el contacto con el departamento de policía, y su abogado indicó que la denunciante no quería avanzar en ese momento" y volvió a examinarse después de peticiones de mayor información en los medios. El 5 de diciembre de 2013, el Abogado del Estado, Willie Meggs, anunció la finalización de la investigación y que no se presentarían cargos contra nadie en este caso, citando "grandes problemas" con el testimonio de la mujer declarando que la evidencia era insuficiente para conseguir una condena.
El 16 de abril de 2014, The New York Times informó de irregularidades en la investigación. A pesar de que se extrajeron muestras de semen del acusado en la ropa interior de la víctima y de que esta, 34 días más tarde, identificó a Winston por su nombre como su violador, la policía de Tallahassee no contactó a Winston hasta unos 13 días más tarde y no se le tomaron muestras de ADN hasta que el fiscal se hizo cargo del caso, meses más tarde. Una vez que fue tomada, en noviembre de 2013, se encontró que coincidía con el ADN encontrado en la ropa interior de la demandante. La investigación fue realizada por el oficial Scott Angulo, que, señala el artículo del Times, hacía trabajos de seguridad privada para el Seminole Boosters, el financiero principal de atletismo del estado de Florida.
El caso es uno de los que se documentan en la película The Hunting Ground, un documental sobre las violaciones en los campus universitarios en Estados Unidos.